# 千葉寛汰
千葉 寛汰（ちば かんた、2003年6月17日 - ）は、静岡県静岡市清水区出身のプロサッカー選手。Jリーグ・清水エスパルス所属。ポジションはフォワード（FW）。

## 来歴
清水エスパルスの下部組織出身でエスパルスサッカースクール清水スクールからプレー。高校生になるとジュニアユースからユースに昇格し、1年時には国体で優勝を経験。また、清水ユースでは不動のエースとして活躍し、2022年よりトップチームの加入が内定した。
2022年5月、FC今治へ育成型期限付き移籍。
2023年は、徳島ヴォルティスへ期限付き移籍。7月19日、移籍期間満了により徳島を退団し、FC今治へ育成型期限付き移籍。
2024年、清水エスパルスに復帰。
2024年7月4日、藤枝MYFCに育成型期限付き移籍することが発表、2025年も延長となった。
2025年6月4日、期限付き移籍の契約を清水・藤枝両クラブおよび選手合意のもと解除し、清水エスパルスへ復帰することが発表された。

## 所属クラブ
- 高部JFC
- 清水エスパルスジュニアユース
- 清水エスパルスユース
  - 2021年8月 - 同年12月  清水エスパルス（2種登録選手）[13]
- 2022年 -  清水エスパルス
  - 2022年5月 - 同年12月  FC今治（育成型期限付き移籍）
  - 2023年 - 同年7月  徳島ヴォルティス（期限付き移籍）
  - 2023年7月 - 同年12月  FC今治（育成型期限付き移籍）
  - 2024年7月 - 2025年6月  藤枝MYFC （育成型期限付き移籍）

## 個人成績
| 国内大会個人成績 | 国内大会個人成績 | 国内大会個人成績 | 国内大会個人成績 | 国内大会個人成績 | 国内大会個人成績 | 国内大会個人成績 | 国内大会個人成績 | 国内大会個人成績 | 国内大会個人成績 | 国内大会個人成績 | 国内大会個人成績 |
| 年度             | クラブ           | 背番号           | リーグ           | リーグ戦         | リーグ戦         | リーグ杯         | リーグ杯         | オープン杯       | オープン杯       | 期間通算         | 期間通算         |
| 年度             | クラブ           | 背番号           | リーグ           | 出場             | 得点             | 出場             | 得点             | 出場             | 得点             | 出場             | 得点             |
| 日本             | 日本             | 日本             | 日本             | リーグ戦         | リーグ戦         | リーグ杯         | リーグ杯         | 天皇杯           | 天皇杯           | 期間通算         | 期間通算         |
| ---------------- | ---------------- | ---------------- | ---------------- | ---------------- | ---------------- | ---------------- | ---------------- | ---------------- | ---------------- | ---------------- | ---------------- |
| 2022             | 清水             | 30               | J1               | 0                | 0                | 2                | 0                | 0                | 0                | 2                | 0                |
| 2022             | 今治             | 30               | J3               | 22               | 12               | -                | -                | -                | -                | 22               | 12               |
| 2023             | 徳島             | 19               | J2               | 8                | 0                | -                | -                | 2                | 1                | 10               | 1                |
| 2023             | 今治             | 30               | J3               | 16               | 7                | -                | -                | -                | -                | 16               | 7                |
| 2024             | 清水             | 30               | J2               | 5                | 0                | 1                | 0                | 1                | 1                | 8                | 1                |
| 2024             | 藤枝             | 70               | J2               | 15               | 2                | -                | -                | -                | -                | 15               | 2                |
| 2025             | 藤枝             | 9                | J2               | 17               | 2                | 0                | 0                | -                | -                | 17               | 2                |
| 2025             | 清水             | 15               | J1               |                  |                  | -                | -                |                  |                  |                  |                  |
| 通算             | 日本             | 日本             | J1               | 0                | 0                | 2                | 0                | 0                | 0                | 2                | 0                |
| 通算             | 日本             | 日本             | J2               | 45               | 4                | 1                | 0                | 3                | 2                | 49               | 6                |
| 通算             | 日本             | 日本             | J3               | 38               | 19               | -                | -                | -                | -                | 38               | 19               |
| 総通算           | 総通算           | 総通算           | 総通算           | 83               | 23               | 3                | 0                | 3                | 2                | 89               | 25               |

- 2021年は2種登録選手としての公式戦出場はなし

出場歴
- Jリーグ初出場 - 2022年5月29日 J3リーグ第10節・松本山雅FC戦（サンプロ アルウィン）
- Jリーグ初得点 - 2022年6月12日 J3リーグ第12節・SC相模原戦（ありがとうサービス. 夢スタジアム）

## 代表歴
- U-16日本代表
  - U-16インターナショナルドリームカップ（2019年）
  - チュニジア遠征（2019年）
- U-18日本代表
  - スペイン遠征（2020年）
- U-19日本代表
  - 千葉キャンプ（2022年）
  - AFC U20アジアカップ予選（2022年）
- U-20日本代表
  - 千葉キャンプ（2023年）